# Окресивање
Окресивање је скуп техника и метода које су примењивање у производњи праисторијских камених оруђа и оружја. Окресивање подразумева експлоатацију ресурса сировина, припрему језгра, одбијање и модификацију сечива и одбитка. Овим процесом настајале су алатке одговарајуће форме и намене.
Елементарно окресивање је обрада камених алатки директним ударом о ивицу облутка, како се добијао цепач, једнострано или двострано окресан. Одбици који су настајали током обраде служили су за стругање или сечење. Овакви једноставни облици јављају се у старијем палеолиту и везују за хомо хабилиса.
Традиционална техника је директно обострано окресивање језгра, чиме се добијао ручни клин. Алатке се везују за старији и средњи палеолит и хомо еректуса.

## Литеретура
- Архивирано на веб-сајту  (6. август 2011)